# San Miguel de Otero
San Miguel de Otero (llamada oficialmente Santo Antonio de San Miguel de Outeiro) es una parroquia y un lugar del municipio español de Villamartín de Valdeorras, en la provincia de Orense, Galicia.

## Geografía
La carretera nacional 120 Logroño-Vigo atraviesa la localidad.
A pesar de estar situado en la provincia de Orense, eclesialmente pertenece a la Diócesis de Astorga en la colindante provincia de León.

## Toponimia
El origen del topónimo es el latín altarium, que es una parte alta o elevación del terreno.
La parroquia también es conocida por los nombres de San Antonio de San Miguel de Otero, San Antonio de San Miguel de Outeiro y San Antonio de San Miguel do Outeiro. 

## Organización territorial
La parroquia está formada por una entidad de población:
- San Miguel do Outeiro

## Demografía
Gráfica demográfica del lugar y parroquia de San Miguel de Otero según el INE español:
| Gráfica de evolución demográfica de San Miguel de Otero entre 2000 y 2023 |
|                                                                           |
| Datos según el nomenclátor publicado por el INE.                          |

## Economía
La economía de la población depende de la agricultura, especialmente del cultivo de vides de la varietal Godello.

## Patrimonio
- Pazo de San Miguel de Outeiro.